# ألبرت تايلور بلدسو
ألبرت تايلور بلدسو (بالإنجليزية: Albert Taylor Bledsoe) هو ضابط ورياضياتي أمريكي، ولد في 9 نوفمبر 1809 في فرانكفورت في الولايات المتحدة، وتوفي في 8 ديسمبر 1877 في الإسكندرية في الولايات المتحدة.